# Dean Koontz
« Koontz » redirige ici. Pour les autres significations, voir Koontz (homonymie).
Œuvres principales
- La Semence du démon
- La Maison interdite
- Tic tac
- Fièvre de glace
- Le Temps paralysé
- La Nuit des cafards
- Intensité

Dean Ray Koontz, né le 9 juillet 1945 à Everett, en Pennsylvanie, est un romancier et nouvelliste américain, auteur de best-sellers appartenant le plus souvent aux genres populaires du suspense, de l'horreur et de la science-fiction.

## Biographie
Dean Koontz est issu d'une famille pauvre vivant sous la tyrannie d'un père alcoolique et violent. En dépit de cela, Koontz fait des études à l'université de Shippensburg, en Pennsylvanie (plus tard connue sous le nom de Shippensburg State College), où il obtient une maîtrise en lettres. En 1967, il décroche un poste de professeur d'anglais à la Mechanicsburg High School. Pendant son temps libre, il écrit son premier roman, Star Quest, publié en 1968 ; suivront une douzaine de romans de science-fiction.
Dans les années 1970, il commence à publier des romans populaires de suspense et d'horreur sous son patronyme et sous plusieurs pseudonymes. Il affirme avoir accepté le recours à des noms de plume sous la pression d'éditeurs l'ayant convaincu que les auteurs changeant de genre sont victimes de « croisement négatif » (s'aliénant les fans assidus tout en n'attirant pas de nouveaux lecteurs). Les pseudonymes connus incluent Deanna Dwyer, K. R. Dwyer, Aaron Wolfe, David Axton, Brian Coffey, John Hill, Leigh Nichols, Owen West, Richard Paige et Anthony North. Certains des romans publiés sous ces pseudonymes sont maintenant édités sous le véritable nom de l'auteur.
Certains des titres publiés avant les années 1990 sont délibérément en rupture d'impression : Koontz a racheté les droits de publication de plusieurs de ses premiers écrits qu'il considère de qualité inférieure (il a cependant suggéré qu'il pourrait retravailler et publier à nouveau certains d'entre eux, au moins la collection « Dean Koontz Companion » apparue au milieu des années 1990).
Le roman qui a suscité le premier gros succès de Koontz demeure La Nuit des cafards (Whispers, 1980). Il apparaît ensuite régulièrement sur la liste des best-sellers du New York Times.
Dean Koontz réside à Newport Beach, une ville du sud de la Californie (c'est d'ailleurs dans cette région que se passent la plupart de ses romans) avec sa femme Gerda. 
Amoureux des chiens, et tout particulièrement des golden retrievers, l'écrivain leur octroie régulièrement une place de choix dans ses romans. Il a également publié un ouvrage signé par sa chienne Trixie peu après sa mort, Life is Good: Lessons in Joyful Living.
Doté d'un fort sens de l'humour, ses romans mêlent souvent divers genres populaires, notamment le roman policier, l'horreur et la science-fiction et, dans certains cas, la littérature d'enfance et de jeunesse.

## Analyse critique de l'œuvre
En 2007, pour Claude Mesplède, éditeur et critique littéraire spécialiste du roman policier, en dépit d'une œuvre impressionnante, Koontz reste « un petit maître de série B, avec quelques belles réussites mais aussi des ouvrages alimentaires à l'écriture chaotique ».

## Œuvres

### Romans

#### SérieBlack Cat Mysteries
- Blood Risk (1973)
- Surrounded (1974)
- The Wall of Masks (1975)

#### Trilogie de Moonlight Bay
- Fear Nothing (1998) Publié en français sous le titre Ne crains rien, traduit par Michèle Garène, Paris, Robert Laffont, coll. « Best-sellers », 2000  (ISBN 2-221-08873-5) ; réédition, Paris, Presses-Pocket, coll. « Pocket Terreur » no 9245, 2002  (ISBN 2-266-10554-X)
- Seize the Night (1999) Publié en français sous le titre Jusqu'au bout de la nuit, traduit par Dominique Defert, Paris, Robert Laffont, coll. « Best-sellers », 2000  (ISBN 2-221-08998-7)
- Ride the Storm (à paraître)

#### SérieOdd Thomas
- Odd Thomas (2003)	Publié en français sous le titre L'Étrange Odd Thomas, traduit par Dominique Defert, Paris, Paris, J.-C. Lattès, 2007  (ISBN 978-2-7096-2871-6) ; réédition, Paris, LGF, coll. « Le Livre de poche. Fantastique » no 31392, 2008  (ISBN 978-2-253-12318-7)
- Forever Odd (2005) Publié en français sous le titre L'Ami Odd Thomas, traduit par Dominique Defert, Paris, Paris, J.-C. Lattès, 2010  (ISBN 978-2-7096-2793-1) ; réédition, Paris, LGF, coll. « Le Livre de poche » no 32626, 2012  (ISBN 978-2-253-02367-8)
- Brother Odd (2006)
- Odd Hours (2008)
- Odd Interlude (2012), roman court
- Odd Apocalypse (2012)
- Deeply Odd (2013)
- Odd Thomas: You Are Destined to Be Together Forever (2014), roman court
- Saint Odd (2015)

#### SérieFrankenstein
- Prodigal Son (2005) Publié en français sous le titre Le Fils prodigue, Paris, LGF, coll. « Le Livre de poche » no 27046, 2007  (ISBN 978-2-253-11874-9)
- City of Night (2005), écrit en collaboration avec Ed Gorman Publié en français sous le titre La Cité de la nuit, Paris, LGF, coll. « Le Livre de poche » no 27047, 2008  (ISBN 978-2-253-11932-6)
- Dead and Alive (2009) Publié en français sous le titre Le Combat final, Paris, LGF, coll. « Le Livre de poche » no 27048, 2010  (ISBN 978-2-253-12079-7)
- Lost Souls (2010)
- The Dead Town (2011)

#### TrilogieMakina
- Last Light (2015), roman court
- Final Hour (2015), roman court
- Troubled Times (2018), roman court

#### SérieJane Hawk
- The Silent Corner (2017) Publié en français sous le titre Dark web, traduit par Sebastian Danchin, Paris, L'Archipel, 2018  (ISBN 978-2-8098-2362-2)
- The Whispering Room (2017) Publié en français sous le titre La Chambre des murmures, traduit par Sebastian Danchin, Paris, L'Archipel, 2019  (ISBN 978-2-8098-2562-6)
- The Crooked Staircase (2018) Publié en français sous le titre L'Escalier du diable, traduit par Sebastian Danchin, Paris, L'Archipel, 2020  (ISBN 978-2-8098-2779-8)
- The Forbidden Door (2018) Publié en français sous le titre La Porte interdite, traduit par Sebastian Danchin, Paris, L'Archipel, 2021  (ISBN 978-2-8098-4044-5)
- The Night Window (2019) Publié en français sous le titre Fenêtre sur la peur,  traduit par Sebastian Danchin, Paris, L'Archipel, 2022  (ISBN 978-2-8098-4134-3)

#### Autres romans
- Star Quest (1968)
- Fear That Man (1969)
- The Fall of the Dream Machine (1969)
- The Dark Symphony (1969)
- Hell's Gate (1970)
- Dark of the Woods (1970), roman court Publié en français sous le titre Dans l'ombre des bois, traduit par Bruno Martin, Paris, éditions OPTA, coll. « Galaxie-bis » no 37 (126 bis), 1974
- Beastchild (1970) Publié en français sous le titre Le Monstre et l'Enfant, traduit par Maud Perrin, Paris, Presses-Pocket, coll. « Pocket Science-fiction » no 5041, 1978  (ISBN 2-266-00648-7)
- Anti-Man (1970)
- Demon Child (1971)
- The Crimson Witch (1971)
- Warlock (1972)
- Time Thieves (1972)
- Starblood (1972)
- The Flesh in the Furnace (1972) Publié en français sous le titre La Chair dans la fournaise, traduit par Daphné Halin, Paris, éditions OPTA, coll. « Anti-mondes » no 24, 1976  (ISBN 2-7201-0048-X)
- A Darkness in My Soul (1972)
- The Haunted Earth (1973)
- Demon Seed (1973), version révisée parue en 1997 Publié en français sous le titre La Semence du démon, traduit par Mimi Perrin, Paris, éditions OPTA, coll. « Anti-mondes » no 14, 1974  (ISBN 2-7201-0065-X) ; réédition, Paris, LGF, coll. « Le Livre de poche » no 7008, 1977  (ISBN 2-253-01620-9) ; réédition, Paris, Presses-Pocket, coll. « Pocket Terreur » no 9055, 1999  (ISBN 2-266-04337-4)
- A Werewolf Among Us (1973)
- Hanging On (1973)
- After The Last Race (1974)
- Nightmare Journey (1975)
- Night Chills (1976) Publié en français sous le titre La Peste grise, traduit par Maud Perrin, Paris, Presses-Pocket, coll. « Pocket Science-fiction » no 5057, 1979  (ISBN 2-266-00761-0) ; réédition, Paris, Presses-Pocket, coll. « Pocket Terreur » no 9035, 1989  (ISBN 2-266-02661-5)
- The Vision (1977) Publié en français sous le titre Miroirs de sang, traduit par Maud Perrin, Paris, Presses-Pocket, coll. « Pocket Science-fiction » no 5137, 1982  (ISBN 2-266-01151-0) ; réédition, Paris, Presses-Pocket, coll. « Pocket Terreur » no 9015, 1989  (ISBN 2-266-02929-0)
- Whispers (1980) Publié en français sous le titre La Nuit des cafards, traduit par Martine Leroy, Paris, Hachette, 1984  (ISBN 2-01-009946-X) ; réédition, Paris, LGF, coll. « Le Livre de poche » no 7496, 1985  (ISBN 2-253-03751-6) ; réédition, Paris, Presses-Pocket, coll. « Pocket Terreur » no 9046, 1991  (ISBN 2-266-03855-9)
- Phantoms (1983) Publié en français sous le titre Spectres, traduit par Jacqueline Lahana, Paris, J'ai lu, coll. « Épouvante » no 1963, 1986  (ISBN 2-277-21963-0) ; réédition, Paris, Presses-Pocket, coll. « Pocket Terreur » no 9188, 1998  (ISBN 2-266-08015-6) ; réédition revue et corrigée, Paris, Fleuve noir, coll. « Thriller fantastique » no 9188, 2004  (ISBN 2-265-07875-1)
- Darkfall (1984), également publié sous le titre Darkness Comes Publié en français sous le titre Le Rideau des ténèbres, traduit par Véronique David-Marescot, Paris, J'ai lu, coll. « Épouvante » no 2057, 1986  (ISBN 2-277-22057-4) ; réédition dans une nouvelle traduction de France-Marie Watkins, Paris, J'ai lu, coll. « Épouvante » no 2057, 1991  (ISBN 2-277-22057-4) ; réédition de la traduction de Véronique David-Marescot, Paris, Presses-Pocket, coll. « Pocket Terreur » no 9191, 1998  (ISBN 2-266-08019-9)
- Twilight Eyes (1985), version augmentée parue en 1987 Publié en français sous le titre Les Yeux foudroyés, traduit par Jacques Damy-Polanis et Serge Quadruppani, Paris, Albin Michel, coll. « Blême », 1989  (ISBN 2-226-03801-9) ; réédition, Paris, J'ai lu, coll. « Épouvante » no 3072, 1991  (ISBN 2-277-23072-3)
- Strangers (1986) Publié en français sous le titre Les Étrangers, traduit par Jacques Guiod, Paris, Albin Michel, coll. « Spécial Suspense », 1988  (ISBN 2-226-03544-3) ; réédition, Paris, J'ai lu, coll. « Épouvante » no 3005, 1991  (ISBN 2-277-23005-7)
- Watchers (1987) Publié en français sous le titre Chasse à mort, traduit par Évelyne Châtelain, Paris, Albin Michel, coll. « Spécial Suspense », 1988  (ISBN 2-226-03308-4) ; réédition, Paris, J'ai lu, coll. « Épouvante » no 2877, 1990  (ISBN 2-277-22877-X)
- Lightning (1988) Publié en français sous le titre Le Temps paralysé, traduit par Évelyne Châtelain, Paris, Albin Michel, coll. « Blême », 1990  (ISBN 2-226-04804-9) ; réédition, Paris, J'ai lu, coll. « Épouvante » no 3291, 1992  (ISBN 2-277-23291-2)
- Oddkins: A Fable for All Ages (1988)
- Midnight (1989) Publié en français sous le titre Midnight, traduit par William Desmond, Paris, Albin Michel, 1991  (ISBN 2-226-05256-9) ; réédition, Paris, J'ai lu, coll. « Épouvante » no 3623, 1994  (ISBN 2-277-23623-3)
- The Bad Place (1991) Publié en français sous le titre La Maison interdite, traduit par Jean-Daniel Brèque, Paris, Albin Michel, 1992  (ISBN 2-226-05886-9) ; réédition, Paris, Presses-Pocket, coll. « Pocket Terreur » no 9114, 1994  (ISBN 2-226-00370-3) (BNF 35682560) ; réédition, Paris, Fleuve noir, coll. « Thriller fantastique » no 9114, 2006  (ISBN 2-265-08324-0)
- Cold Fire (1992) Publié en français sous le titre Fièvre de glace, traduit par Michel Pagel, Paris, Albin Michel, 1993  (ISBN 2-226-06270-X) ; réédition, Paris, Presses-Pocket, coll. « Pocket Terreur » no 9115, 1995  (ISBN 2-266-00371-2)
- Hideaway (1992) Publié en français sous le titre La Cache du diable, traduit par Bernard Blancl, Paris, Albin Michel, 1994  (ISBN 2-226-06917-8) ; réédition, Paris, Presses-Pocket, coll. « Pocket Terreur » no 9159, 1996  (ISBN 2-266-06931-4) ; réédition revue et corrigée, Paris, Fleuve noir, coll. « Thriller fantastique » no 9159, 2005  (ISBN 2-265-08112-4)
- Dragon Tears (1993) Publié en français sous le titre Les Larmes du dragon, traduit par Michel Demuth, Paris, Plon, coll. « Frissons », 1996  (ISBN 2-259-00305-2) ; réédition, Paris, Presses-Pocket, coll. « Pocket Terreur » no 9182, 1998  (ISBN 2-266-07742-2)
- Mr. Murder (1993) Publié en français sous le titre Mr. Murder, traduit par Michel Pagel, Paris, Plon, 1995  (ISBN 2-259-00307-9) ; réédition, Paris, Presses-Pocket, coll. « Pocket Terreur » no 9109, 1996  (ISBN 2-266-07221-8)
- Winter Moon (1994) Publié en français sous le titre Lune froide, traduit par Claude Califano, Paris, Presses-Pocket, coll. « Pocket Terreur » no 9132, 1995  (ISBN 2-266-06289-1)
- Dark Rivers of the Heart (1994) Publié en français sous le titre La Porte rouge, traduit par Michel Pagel, Paris, Plon, 1997  (ISBN 2-259-18452-9) ; réédition, Paris, Presses-Pocket, coll. « Pocket Terreur » no 9198, 2000  (ISBN 2-266-08254-X) ; réédition, Paris, Fleuve noir, coll. « Thriller fantastique » no 9198, 2004  (ISBN 2-265-07861-1)
- Icebound (1995) Publié en français sous le titre Prison de glace, traduit par Jacques Guiod, Paris, Presses-Pocket, coll. « Pocket » no 4423, 1996  (ISBN 2-266-06815-6)
- Intensity (1995) Publié en français sous le titre Intensité, traduit par Michèle Garène, Paris, Robert Laffont, coll. « Best-sellers », 1998  (ISBN 2-221-08404-7) ; réédition, Paris, Presses-Pocket, coll. « Pocket » no 11575, 2001  (ISBN 2-266-12207-X)
- Ticktock (1996) Publié en français sous le titre Tic tac, traduit par Anne Crichton, Paris, Presses-Pocket, coll. « Pocket Terreur » no 9184, 1997  (ISBN 2-266-07820-8)
- Sole Survivor (1997) Publié en français sous le titre Seule survivante, traduit par Valérie Rosier, Paris, Paris, Robert Laffont, coll. « Best-sellers », 1999  (ISBN 978-2-221-08438-0) ; réédition, Paris, Presses-Pocket, coll. « Pocket » no 9211, 2001  (ISBN 2-266-08963-3)
- False Memory (1999) Publié en français sous le titre Mémoire truquée, traduit par Dominique Defert, Paris, Paris, Robert Laffont, coll. « Best-sellers », 2001  (ISBN 2-221-09326-7) ; réédition, Paris, Presses-Pocket, coll. « Pocket Terreur » no 9210, 2000  (ISBN 2-266-08962-5)
- From the Corner of His Eye (2000) Publié en français sous le titre Regard oblique, traduit par Anne Crichton, Paris, Paris, Robert Laffont, coll. « Best-sellers », 2002  (ISBN 2-221-09551-0) ; réédition, Paris, Presses-Pocket, coll. « Pocket Thriller » no 11977, 2004  (ISBN 2-266-13204-0)
- One Door Away from Heaven (2001) Publié en français sous le titre La Dernière Porte, traduit par Yves Sarda, Paris, Paris, J.-C. Lattès, 2003  (ISBN 2-7096-2421-4) ; réédition, Paris, LGF, coll. « Le Livre de poche » no 30305, 2005  (ISBN 2-253-11253-4)
- By the Light of the Moon (2002) Publié en français sous le titre Au clair de lune, traduit par Dominique Defert, Paris, Paris, J.-C. Lattès, 2004  (ISBN 2-7096-2466-4) ; réédition, Paris, LGF, coll. « Le Livre de poche » no 37254, 2007  (ISBN 978-2-253-12054-4)
- The Face (2003) Publié en français sous le titre Le Visage de l'ange, traduit par Dominique Defert, Paris, Paris, J.-C. Lattès, 2006  (ISBN 2-7096-2636-5) ; réédition, Paris, LGF, coll. « Le Livre de poche. Fantastique » no 27063, 2008  (ISBN 978-2-253-12055-1)
- The Taking (2004)
- Life Expectancy (2004) Publié en français sous le titre Jour fatal, traduit par Dominique Defert, Paris, Paris, J.-C. Lattès, 2008  (ISBN 978-2-7096-2872-3) ; réédition, Paris, LGF, coll. « Le Livre de poche » no 31732, 2010  (ISBN 978-2-253-08790-8)
- Velocity (2005) Publié en français sous le titre Le choix vous appartient, traduit par Dominique Defert, Paris, Paris, J.-C. Lattès, 2009  (ISBN 978-2-7096-2870-9) ; réédition, Paris, LGF, coll. « Le Livre de poche » no 32211, 2011  (ISBN 978-2-253-02353-1)
- The Husband (2006) Publié en français sous le titre Le Mari, traduit par Philippe Bonnet, Paris, Paris, J.-C. Lattès, 2011  (ISBN 978-2-7096-2927-0) ; réédition, Paris, LGF, coll. « Le Livre de poche » no 32506, 2012  (ISBN 978-2-253-16258-2)
- The Good Guy (2007) Publié en français sous le titre Un type bien, traduit par Dominique Defert, Paris, Paris, J.-C. Lattès, 2012  (ISBN 978-2-7096-3022-1)
- The Darkest Evening of the Year (2007) Publié en français sous le titre Soir de cauchemar, traduit par Dominique Defert, Paris, Paris, J.-C. Lattès, 2013  (ISBN 978-2-7096-3072-6)
- Your Heart Belongs to Me (2008)
- Relentless (2009)
- Breathless (2009)
- Darkness Under the Sun (2010), roman court
- What the Night Knows (2010)
- The Moonlit Mind (2011), roman court
- 77 Shadow Street (2011)
- Wilderness (2013), roman court
- Innocence (2013)
- The Neighbor (2014), roman court
- The City (2014)
- Ashley Bell (2015)
- Ricochet Joe (2018), roman court
- Devoted (2020)
- Elsewhere (2020)
- The Other Emily (2021)
- Quicksilver (2022)
- The Big Dark Sky (2022)
- The House at the End of the World (2023)
- After Death (2023)
- The Bad Weather Friend (2024)
- The Forest of Lost Souls (2024)
- Going Home in the Dark  (2025)

### Romans signés Deanna Dwyer
- Legacy of Terror (1971)
- Children of the Storm (1972)
- Dance with the Devil (1972)
- The Dark of Summer (1972)

### Romans signés K. R. Dwyer
- Chase (1972) Publié en français sous le titre La Peau des héros, traduit par France-Marie Watkins, Paris, Gallimard, coll. « Série noire » no 1631, 1973 ; nouvelle traduction par Claude Califano publiée sous la signature Dean Koontz et sous le titre Étranges Détours, Paris, Presses-Pocket, coll. « Pocket Terreur » no 9164, 1997  (ISBN 2-266-07281-1)
- Shattered (1973) Publié en français sous titre Les Passagers, traduit par Marcel Frère, Gallimard, coll. « Série noire » no 1707, 1975 ; réédition, Paris, Gallimard, coll. « Carré noir » no 256, 1977  (ISBN 2-07-043256-4) ; réédition de la même traduction sous le titre La Mort à la traîne, Paris, Presses-Pocket, coll. « Pocket Terreur » no 9040, 1990  (ISBN 2-266-03625-4)
- Dragonfly (1975) Publié en français sous titre L'Opération Libellule, traduit par Jacques Hall, Gallimard, coll. « Super noire » no 78, 1977  (ISBN 2-07-046078-9)

### Romans signés Brian Coffey
- Blood Risk (1973) Publié en français sous le titre Basses Besognes, traduit par Noël Chassériau, Paris, Gallimard, coll. « Série noire » no 1660, 1974
- The Face of Fear (1977), également paru sous le pseudonyme K. R. Dwyer Publié en français sous la signature Dean Koontz et sous le titre Le Visage de la peur, traduit par Michel Deutsch, Paris, J'ai lu, coll. « Épouvante » no 2166, 1987  (ISBN 2-277-22166-X) ; réédition, Paris, J'ai lu, coll. « Épouvante » no 2166, 1994  (ISBN 2-277-22166-X) ; réédition, Paris, Presses-Pocket, coll. « Pocket Terreur » no 9192, 1998  (ISBN 2-266-08018-0)
- The Voice of the Night (1980)  Publié en français sous la signature Dean Koontz et sous le titre La Voix des ténèbres, traduit par Isabelle Glasberg, Paris, Presses-Pocket, coll. « Pocket Terreur » no 9010, 1989  (ISBN 2-266-02565-1)

### Romans signés Leigh Nichols
- The Key to Midnight (1979), version révisée parue en 1995 Publié en français sous la signature Dean Koontz et sous le titre La Clé interdite, traduit par Anne Crichton, Paris, Presses-Pocket, coll. « Pocket Terreur » no 9243, 2001  (ISBN 2-266-10255-9)
- The Eyes of Darkness (1981) Publié en français sous la signature Dean Koontz et sous le titre Les Yeux des ténèbres, traduit par Jacqueline Lenclud, Paris, Presses-Pocket, coll. « Pocket Terreur » no 9011, 1990  (ISBN 2-266-02566-X) ; réédition en mai 2020 aux Éditions de l'Archipel  (ISBN 9782809829099)
- The House of Thunder (1982) Publié en français sous la signature Leigh Nichols et sous le titre L'Antre du tonnerre, traduit par Marc Veignat Paris, J'ai lu, coll. « Épouvante » no 1966, 1986  (ISBN 978-2-277-21966-8) ; réédition sous la signature Dean Koontz, Paris, Presses-Pocket, coll. « Pocket Terreur » no 9190, 1999  (ISBN 2-266-08017-2)
- Twilight (1984), aussi publié sous le titre The Servants of Twilight Publié en français sous la signature Dean Koontz et sous le titre L'Heure des chauves-souris, traduit par Alain Dorémieux, Paris, J'ai lu, coll. « Épouvante » no 2263, 1994  (ISBN 2-277-22263-1) ; réédition, Paris, Presses-Pocket, coll. « Pocket Terreur » no 9189, 1998  (ISBN 2-266-08016-4)
- Shadow Fires (1987) Publié en français sous la signature Leigh Nichols et sous le titre Feux d'ombre, traduit par Anne Crichton, Paris, J'ai lu, coll. « Épouvante » no 2537, 1989  (ISBN 978-2-277-22537-9) ; réédition sous la signature Dean Koontz, Paris, Presses-Pocket, coll. « Pocket Terreur » no 9244, 2001  (ISBN 2-266-10383-0)

### Romans signés Owen West
- The Funhouse (en) (1980)[2] Publié en français sous la signature Dean Koontz et sous le titre La Nuit du forain, traduit par Claude Califano, Paris, Presses-Pocket, coll. « Pocket Terreur » no 9061, 1991  (ISBN 2-266-04511-3)
- The Mask (1981) Publié en français sous la signature Dean Koontz et sous le titre Le Masque de l'oubli, traduit par Sophie Balma, Paris, Presses-Pocket, coll. « Pocket Terreur » no 5041, 1989  (ISBN 2-266-02567-8) ; réédition, Paris, Fleuve noir, coll. « Thriller fantastique » no 9004, 2003  (ISBN 2-265-07715-1)

### Roman signé David Axton
- Prison of Ice (1976)

### Roman signé John Hill
- The Long Sleep (1975)

### Roman signé Anthony North
- Strike Deep (1974)

### Roman signé Richard Paige
- The Door to December (1985), également paru sous le pseudonyme Leigh Nichols

### Roman signé Aaron Wolfe
- Invasion (1975), version révisée parue en 1994 sous le titre Winter Moon

### Recueils de nouvelles
- Soft Come the Dragons (1970)
- Strange Highways (1994), édition révisée et augmentée en septembre 2001 Publié en français sous le titre Démons intimes, traduit par Claude Califano, Paris, Presses-Pocket, coll. « Pocket Terreur » no 9165, 1997  (ISBN 2-266-07282-X)

### Nouvelles
- This Fence (1965)
- The Kittens (1965) Publié en français sous le titre Les Chatons, dans le volume Démons intimes, traduit par Claude Califano, Paris, Presses-Pocket, coll. « Pocket Terreur » no 9165, 1997  (ISBN 2-266-07282-X)
- A Miracle is Anything (1966)
- Some Disputed Barricade (1966)
- Love 2005 (1967)
- Soft Come the Dragons (1967) Publié en français sous le titre Quand viennent les dragons, traduit par Denise Hersant dans Fiction no 195, mars 1970 ; réédition dans l'anthologie La Cathédrale de sang : L'Épopée fantastique - 4, Paris, Presse-Pocket, coll. « Le Livre d'or de la science-fiction » no 5143, 1982  (ISBN 2-266-01177-4) ; réédition dans le volume La Grande Anthologie de la Fantasy, Paris, éditions Omnibus, 2003  (ISBN 2-258-05858-9)
- To Behold the Sun (1967) Publié en français sous le titre Voir le soleil en face, traduit par Frank Straschitz dans Fiction no 185, mai 1969
- Dreambird (1968) Publié en français sous le titre L'Oiseau de rêves, traduit par Frank Straschitz, dans le magazine Galaxie (2e série), no 62, juillet 1969
- The Psychedelic Children (1968) Publié en français sous le titre Les Enfants du voyage, traduit par Michel Deutsch dans Fiction no 182, février 1969
- The Twelfth Bed (1968) Publié en français sous le titre Le Douzièmes Lit, traduit par Frank Straschitz dans Fiction no 192, décembre 1969
- Muse (1969) Publié en français sous le titre La Muse détruite, traduit par Ariette Rosenblum dans Fiction no 197, mai 1970
- The Face in His Belly (1969), première et deuxième parties
- Dragon In the Land (1969) Publié en français sous le titre Un dragon sur la terre des dragons, traduit par René Lathière dans Fiction no 245, mai 1974
- Where the Beast Runs (1969)
- Killerbot (1969), nouvelle révisée et rééditée en 1977 sous le titre A Season for Freedom
- Temple of Sorrow (1969)
- In the Shield (1969) Publié en français sous le titre Derrière le bouclier, traduit par Bruno Martin, dans le magazine Galaxie (2e série), no 65, octobre 1969
- Unseen Warriors (1970)
- Shambolain (1970) Publié en français sous le titre Shambolain, traduit par François Trucheau, dans le magazine Galaxie (2e série), no 88, septembre 1971
- The Crimson Witch (1970)
- Beastchild (1970)
- Emanations (1970)
- The Mystery of His Flesh (1970) Publié en français sous le titre Le Mystère de Sa chair, traduit par Michel Deutsch dans Fiction no 204, décembre 1970
- The Good Ship Lookoutworld (1970)
- Nightmare Gang (1970)
- A Third Hand (1970) Publié en français sous le titre Des mains partout, traduit par Bruno Martin dans Fiction no 201, septembre 1970
- Bruno (1971) Publié en français sous le titre Bruno, traduit par Bruno Martin dans Fiction no 217, janvier 1972 ; réédition dans une nouvelle traduction de Claude Califano sous le même titre dans le volume Démons intimes, Paris, Presses-Pocket, coll. « Pocket Terreur » no 9165, 1997  (ISBN 2-266-07282-X)
- Altarboy (1972)
- Cosmic Sin (1972) Publié en français sous le titre Des choux et des hommes, traduit par Bruno Martin dans Fiction no 237, septembre 1973
- The Terrible Weapon (1972)
- Ollie's Hands (1972), nouvelle révisée et rééditée en 1987 Publié en français sous le titre Les Mains d'Ollie, traduit par Claude Califano, dans le volume Étranges Détours, Paris, Presses-Pocket, coll. « Pocket Terreur » no 9164, 1997  (ISBN 2-266-07281-1)
- A Mouse in the Walls of the Global Village (1972)
- Grayworld (1973)
- The Sinless Child (1973)
- Wake Up To Thunder (1973)
- Terra Phobia (1973)
- The Undercity (1973) Publié en français sous le titre Sous les pavés, la pègre, traduit par Luc Malbernard dans l'anthologie Dans la cité future : dix récits de science-fiction, Paris, Casterman, coll. « Autres temps, autres mondes », 1979  (ISBN 2-203-22627-7)
- We Three (1974) Publié en français sous le titre Conflit de générations, traduit par Paul Devigne, dans le volume L'Étape ultime, Ides et Autres no 6, décembre 1987 ; réédition dans une nouvelles traduction par Claude Califano sous le titre Nous, trois, dans le volume Étranges Détours, Paris, Presses-Pocket, coll. « Pocket Terreur » no 9164, 1997  (ISBN 2-266-07281-1)
- Night of the Storm (1974), nouvelle réécrite sous forme de roman en 1976 Publié en français sous le titre La Nuit de la tempête, traduit par Claude Califano dans le volume Démons intimes, Paris, Presses-Pocket, coll. « Pocket Terreur » no 9165, 1997  (ISBN 2-266-07282-X)
- Down in the Darkness (1986) Publié en français sous le titre Dans la profondeur des ténèbres, traduit par Jean-Daniel Brèque dans l'anthologie Territoires de l'inquiétude - 7, Paris, éditions Denoël, coll. « Présence du fantastique » no 34, 1993  (ISBN 2-207-60034-3)
- Weird World (1986)
- Snatcher (1986) Publié en français sous le titre Le Voleur, traduit par Claude Califano, dans le volume Étranges Détours, Paris, Presses-Pocket, coll. « Pocket Terreur » no 9164, 1997  (ISBN 2-266-07281-1)
- The Monitors of Providence (1986), nouvelle écrite en collaboration
- The Black Pumpkin (1986) Publié en français sous le titre La Citrouille noire, traduit par Claude Califano, dans le volume Étranges Détours, Paris, Presses-Pocket, coll. « Pocket Terreur » no 9164, 1997  (ISBN 2-266-07281-1)
- Graveyard Highway (1987)
- Twilight of the Dawn (1987) Publié en français sous le titre Le Crépuscule de l'aube, traduit par Claude Califano, dans le volume Étranges Détours, Paris, Presses-Pocket, coll. « Pocket Terreur » no 9164, 1997  (ISBN 2-266-07281-1)
- Miss Atilla the Hun (1987) Publié en français sous le titre Mademoiselle Attila, traduit par Claude Califano, dans le volume Étranges Détours, Paris, Presses-Pocket, coll. « Pocket Terreur » no 9164, 1997  (ISBN 2-266-07281-1)
- Hardshell (1987) Publié en français sous le titre Le Dur, traduit par Claude Califano dans le volume Démons intimes, Paris, Presses-Pocket, coll. « Pocket Terreur » no 9165, 1997  (ISBN 2-266-07282-X)
- The Interrogation (1987) Publié en français sous le titre L'Interrogatoire, traduit par Mélanie Fazi dans la revue Ténèbres no 10, juin 2000
- Trapped (1989), nouvelle réécrite sous forme de roman en 1992 Publié en français sous le titre Pris au piège, traduit par Claude Califano, dans le volume Étranges Détours, Paris, Presses-Pocket, coll. « Pocket Terreur » no 9164, 1997  (ISBN 2-266-07281-1)
- Pinkie (1998)
- Black River (1999)
- Darkness Under the Sun (2010)
- The Moonlit Mind (2011)

### Littérature d'enfance et de jeunesse
- Oddkins: A Fable for All Ages (1988)
- Santa's Twin (1er novembre 1996)
- The Paper Doorway : Funny Verse and Nothing Worse ( 1er octobre 2001)
- Every Day's a Holiday : Amusing Rhymes for Happy Times ( 1er octobre 2003)
- Robot Santa: The Further Adventures of Santa's Twin ( 1er octobre 2004)
- I, Trixie Who Is Dog (2009), signé Trixie

### Poésie
- The Reflector (1965-1967), recueil incluant les textes The Day, Growing Pains, Sing A Song Of Sixpence, This Fence, Cellars, Cloistered Walls, Flesh, For A Breath I Tarry, Hey, Good Christian, Holes, It, I've Met One, Mold In The Jungle, "Once, The Rats Run, Sam: the Adventurous, Exciting, Well-Traveled Man, Something About This City, The Standard Unusual, A Trio Of Possible Futures, You Dirty Jap, Said The Jap, Where No One Fell
- The Paper Doorway: Funny Verse and Nothing Worse (2001), recueil incluant les textes A Bad Cat, A Beverage with Antlers, A Cure for Ugly, A Long Day of Rhyming, A Short Trip, A Skeleton's Hotel, A Strange Day on the Farm, Advice, Ages of a Toad, All Families Are Not the Same, An Accident at the Pole, An Angry Poem by a Dragon's Mother, An Interesting Fact About Dogs, At War with Wood, Auntie, Balance, Baseball is Safer, Being Me, Better Than Money, Boogeyman, Cats in Spats, Crime and Punishment, Dangerous Music, Dinner with Jilly, Do Trees Sneeze?, Dogs and Hogs, Fashion-Plate Fido, Food Psychos, Frankenbunny, Handyman, Head Number Two, Horse Thief, I Don't Share, If I Were a Potato, Insults, Listen to the Wind, Lucky Skunk, Mary Thinks She Wants a Puppy, My Words, Peace Through Hopping, Peg-Leg Zeg, Plurals, Poem by My Dog, Princess with a Tail, Rain, Red Hair, Rocks, Rumor, Safe Household Accidents, Sick, Silly, Snowland, So There, Stars, Mars, and Chocolate Bars, The Bear with One Green Ear, The Cabbage Feels No Pain, The Fearful Bee, The Man With Four Eyes, The Monstrous Broccoli Excuse, The Paper Doorway, The Pig with Pride, The Prettiest Butterfly I Will Ever See, The Reliable Bunny, The Seasons of a Toad, The Shark in the Park, The Threat, The Wart, The Woggle Wrangler, The Young Musician - Or Maybe Thug, Them and Us, Thinking About Me, Those Weird Guys in Nursery Rhymes, Toast and Jam, Up, Wally the Werewolf, What I Like, What Will We Do, What Will We Do?, Why Good Manners Matter, Why I Find It So Hard to Learn, Why Most People Prefer Cats and Dogs, Why?, Wishes, You Get the Pickle You Ask For
- Every Day's a Holiday: Amusing Rhymes for Happy Times (2003), recueil incluant les textes Holiday Gifts, Stop The World! It's Your Birthday!, Holiday Data Glitch, New Year's Eve, New Year's Day, Appropriate Holiday Entertainment, Carnival!, Gravity Day, Martin Luther King, Jr. Day, Snow Day, Valentine's Day, Abraham Lincoln's Birthday, George Washington's Birthday, Saint Patrick's Day, The First Day of Spring, Every Day's A Holiday, Easter: The Danger of Improving Holiday Traditions, Avril Fool's Day, Sakura Matsuki (Cherry Blossom Festival), Dino Day, Cinco de Mayo, Teacher's Day, Annual Animals' Day in Court, Mother's Day Is Every Day, Thanks to Us, Cat Day, Memorial Day, Things That Can Spoil a Good Holiday, Father's Day, The Eighteen Acceptable Excuses Not to Celebrate a Holiday, Toad Day, The Last Day of School, the Saddest Day of the Year, Graduation Day, The First Day of Summer, Me Day, Independence Day: Free to Be Ignorant Old Me, Dog Day, Friendship Day, Holidays on Other Planets, Labor Day, Grandfather's Day, Grandma's Day or Why One Day There Will Be Good Cookies on the Moon, The First Day of Autumn, Lost-Tooth Day, Rosh Hashanah, Troll Day, Whether You Like IT of Not, Yom Kippur, Holiday Dinner, Columbus Day, How to Get to Sleep Before a Holiday, Mr. Halloween, What Should Go into a Holiday Pie, Día de los Muertos, Praise the Chicken Day - or Else, Diwali by Golly, National Book Week: Why Paper Tigers Are the Preferred Breed, Holiday, Holinight, Thanksgiving Turkey Dresses in Hand-Me-Downs, The First Day of Winter, The Shortest Day of the Year, Christmas Eve, Christmas Day, Up-Is-Down Day, Kwanzaa, Not the Stuff of Holidays

### Essais
- Ibsen's Dream (Reflector, 1966)
- Of Childhood (Reflector, 1966)
- Préface à Love Heels: Tales from Canine Companions for Independence ( 1er octobre 2003)
- Introduction à Great Escapes: New Designs for Home Theaters by Theo Kalomirakis ( 15 octobre 2003)

### Autres publications
- The Pig Society avec Gerda Koontz (1970)
- The Underground Lifestyles Handbook avec Gerda Koontz (1970)
- Writing Popular Fiction (1972)
- How To Write Best-Selling Fiction (1981)
- Trapped (1993), roman graphique
- The Book of Counted Sorrows (2003)
- Life is Good! Lessons in Joyful Living avec Trixie Koontz ( 31 octobre 2004)
- Christmas Is Good!: Trixie Treats And Holiday Wisdom avec Trixie Koontz ( 31 octobre 2005)
- Bliss to You: Trixie's Guide to a Happy Life avec Trixie Koontz ( 22 octobre 2008)

## Adaptations et scénarios
Aucune adaptation n'a été approuvée par l'auteur, en particulier Watchers II, Watchers III, Watchers Reborn et Frankenstein. Pour la plupart des autres, il s'est dit mécontent du résultat. À noter qu'il plane sur le film Haute Tension (2003) un fort soupçon de plagiat d'un roman de Koontz, Intensité

### Au cinéma
- 1977 : Les Passagers, film français réalisé par Serge Leroy, avec Jean-Louis Trintignant
- 1977 : Génération Proteus (Demon Seed), film américain réalisé par Donald Cammell, avec Julie Christie et Fritz Weaver
- 1988 : Watchers, film canado-américain réalisé par Jon Hess, avec Corey Haim, Michael Ironside et Barbara Williams
- 1990 : Watchers 2 (Watchers II), film américain réalisé par Thierry Notz, avec Tracy Scoggins et Marc Singer
- 1990 : Whispers, film canadien réalisé par Douglas Jackson, avec Victoria Tennant et Jean LeClerc (en)
- 1991 : The Servants of Twilight, film américain réalisé par Jeffrey Obrow, avec Bruce Greenwood et Belinda Bauer
- 1994 : Watchers 3, film américano-périvien réalisé par Jeremy Stanford, avec Wings Hauser et Lolita Ronalos
- 1995 : Souvenirs de l'au-delà (Hideaway), film américain réalisé par Brett Leonard, avec Jeff Goldblum et Christine Lahti
- 1998 : Phantoms, film américain réalisé par Joe Chappelle, scénario de Dean Koontz d'après son roman éponyme, avec Ben Affleck, Peter O'Toole et Rose McGowan
- 2000 : Watchers Reborn (en), film américain réalisé par John Carl Buechler, avec Mark Hamill et Lisa Wilcox
- 2013 : Odd Thomas contre les créatures de l'ombre (Odd Thomas), film américain réalisé par Stephen Sommers, avec Anton Yelchin, Willem Dafoe et Leonor Varela

### À la télévision
- 1979 : Counterfeit, épisode 6, saison 3 de la série télévisée Chips, scénario original de Dean Koontz signé du pseudonyme Brian Coffey, épisode diffusé le 20 octobre 1979
- 1990 : Le Visage du tueur (en) (The Face of Fear), téléfilm américain réalisé par Farhad Mann (en) pour CBS, avec Pam Dawber et Lee Horsley
- 1997 : Intensité (en), téléfilm américain réalisé par Yves Simoneau, avec John C. McGinley et Piper Laurie
- 1997 : Mr. Murder (en), mini-série américaine réalisée par Dick Lowry pour ABC, avec Stephen Baldwin et James Coburn
- 2000 : Le Secret du vol 353 (Sole Survivor), téléfilm américain réalisé par Mikael Salomon, avec Billy Zane et Gloria Reuben
- 2001 : Black River, téléfilm américain réalisé par Jeff Bleckner, avec Jay Mohr et Lisa Edelstein
- 2004 : Frankenstein, téléfilm réalisé par Marcus Nispel, avec Thomas Kretschmann